# Vizić
Vizić (v srbské cyrilici Визић, maďarsky Füzegy) je obec v Srbsku, v autonomní oblasti Vojvodina. Hraničí s Chorvatskem.

## Obyvatelstvo
V roce 2002 zde dle srbského sčítání lidu žilo 349 obyvatel.